# Kalkspärrmossa
Kalkspärrmossa (Campylium calcareum) är en bladmossart som beskrevs av Crundwell och Elsa Cecilia Nyholm 1962 [1963. I den svenska databasen Dyntaxa används istället namnet Campylophyllum calcareum. Enligt Catalogue of Life ingår Kalkspärrmossa i släktet spärrmossor och familjen Amblystegiaceae, men enligt Dyntaxa är tillhörigheten istället släktet småspärrmossor och familjen Hypnaceae. Arten är reproducerande i Sverige. Inga underarter finns listade i Catalogue of Life.